# إبراهيم حسين زكي
إبراهيم حسين زكي هو دبلوماسي مالديفي، ولد في 1947 في المالديف.